# La riva dei bruti (film 1931)
La riva dei bruti è un film del 1931 diretto da Mario Camerini.
Il soggetto è tratto dal romanzo VIttoria (1915) di Joseph Conrad.

## Produzione
Versione italiana girata negli studi della Paramount a Joinville-le-Pont (Francia), le altre versioni Americana - Francese - Polacca - Svedese e Tedesca.